# Trichoprosopon
Trichoprosopon is een muggengeslacht uit de familie van de steekmuggen (Culicidae).

## Soorten
- T. andinum Levi-Castillo, 1953
- T. brevipes (da Costa Lima, 1931)
- T. castroi Lane & Cerqueira, 1942
- T. compressum Lutz, 1905
- T. digitatum (Rondani, 1848)
- T. evansae Antunes, 1942
- T. lampropus (Howard, Dyar & Knab, 1913)
- T. lanei (Antunes, 1937)
- T. obscurum Lane & Cerqueira, 1942
- T. pallidiventer (Lutz, 1905)
- T. simile Lane & Cerqueira, 1942
- T. soaresi Lane & Cerqueira, 1942
- T. vonplesseni (Dyar & Knab, 1906)